# Ferdinand Kosak
Ferdinand Kosak (Bürgstein, 23 maggio 1856 – Graz, 29 maggio 1932) è stato un generale austro-ungarico.

## Biografia
Figlio del tesoriere del feudatario locale di Bürgstein in Boemia, Ferdinand Kosak intraprese ancora giovane la carriera militare. Dopo aver frequentato per 3 anni la scuola tecnica militare di Praga, passò nei reparti del genio dopo aver imparato anche il francese.
Nominato ufficiale nel 1877 venne posto in riserva sino al 1883 quando venne richiamato al servizio attivo come Luogotenente ed assegnato come aiutante al comando di battaglione. Divenuto capitano nel 1893, venne assegnato al VII distretto di difesa di Cracovia e successivamente venne promosso al rango di maggiore nel 1899. Dal 1894 al 1898, inoltre, fu insegnante presso l'Accademia militare Teresiana di Wiener Neustadt. Nel 1900 divenne insegnante presso la scuola militare di Korpsoffz, conseguentemente alla nomina di tenente colonnello.
Nel 1904 divenne direttore del genio a Cracovia per poi ricoprire la medesima carica nella zona calda di Sarajevo dal 1908 come supremo comandante militare e dopo la nomina a colonnello.
Nel 1911 venne nominato maggior generale ed assegnato a capo della 50ª Brigata di fanteria. Con lo scoppio della prima guerra mondiale si trova sempre al comando della 50ª Brigata inserita nella 4ª Armata sotto il comando di Moritz Auffenberg e schierata sul fronte orientale. A fine settembre 1914 fu messo a capo della 27ª Divisione che comandò fino ad agosto 1917 sempre sul fronte orientale. Il 1º gennaio 1915 fu promosso a Feldmarschallleutnant.
Da metà settembre 1915 fino a marzo 1918 comanda inoltre il Corpo d'armata Kosak, che nel periodo in considerazione viene più volte sciolto e ricostituito a secondo le esigenze belliche. Con il Corpo Kosak partecipò alla Battaglia di Caporetto. Nel febbraio 1918 si trovò di nuovo sul fronte orientale partecipando all'occupazione dell'Ucraina.
Nel maggio 1918 venne promosso a generale della fanteria e assegnato a capo del I Corpo d'armata schierato sul fronte italiano. In seguito partecipò alla Battaglia del solstizio sull'Altopiano dei Sette Comuni e sul Monte Grappa. Durante la Battaglia di Vittorio Veneto si trovò con il I Corpo sempre sul massiccio del monte Grappa. Iniziò il ritiro dalla linea del fronte tra il 31 ottobre e 1º novembre. Il 4º novembre, giorno dell'armistizio, le avanguardie del suo corpo avevano raggiunto Cortina d'Ampezzo e Corvara.
Morì a Graz il 29 maggio 1932 lasciando un figlio e una figlia. Per lui venne anche composta da Hermann Dostall la Kosakmarsch una tipica musica per banda militare ancora oggi piuttosto nota.